# 東方教會

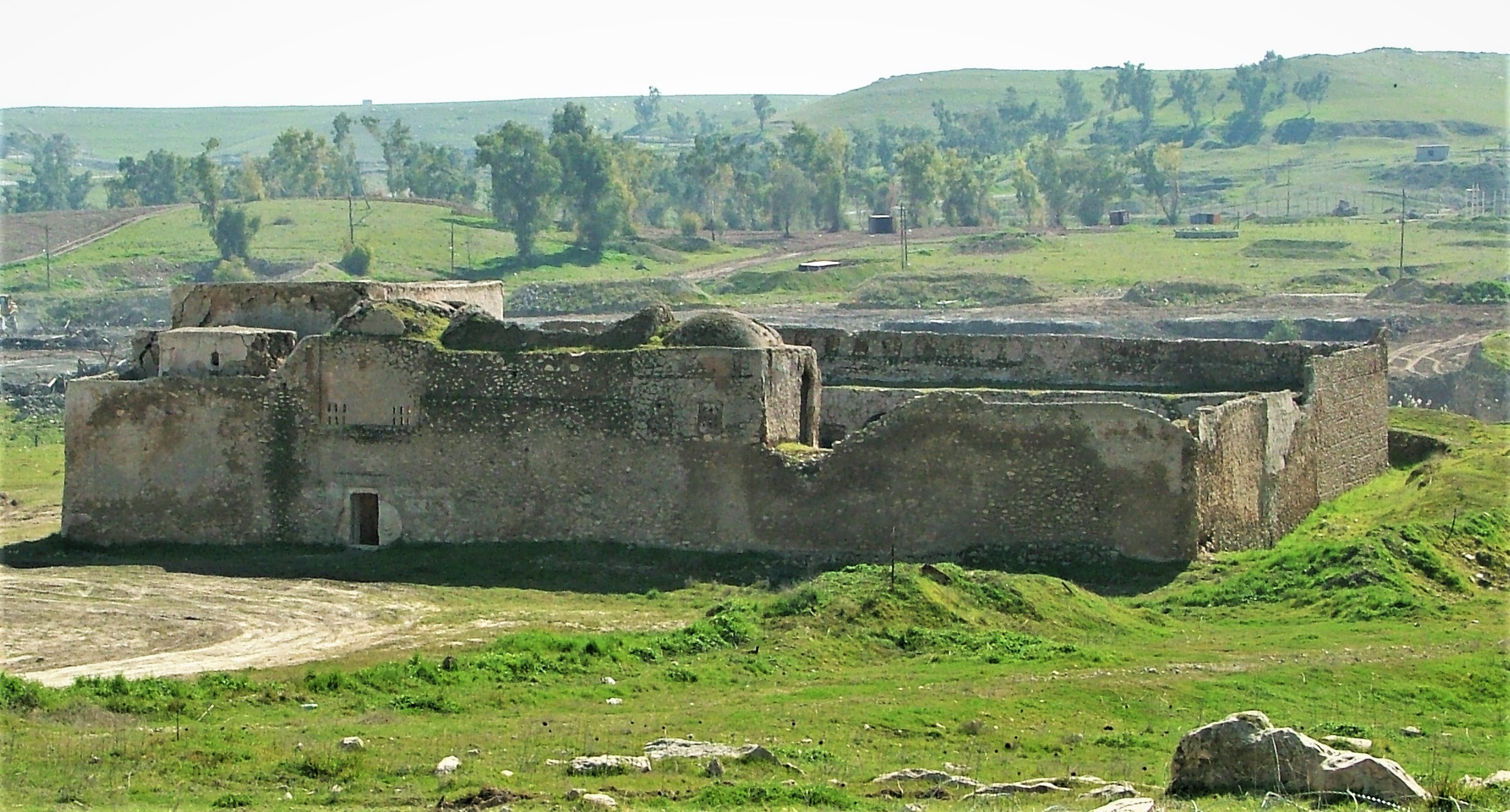
聖以利亞修院遺址，原東方教會修道院，坐落於伊拉克摩蘇爾，建於公元595年左右，2014年被聖戰組織伊斯蘭國摧毀。

東方教會（羅馬化：ʿĒ(d)tāʾ d-Maḏn(ə)ḥāʾ），又稱聶斯脫里派教會，是由君士坦丁堡牧首聶斯脫里以及其跟隨者所建立的東方基督教教會。東方教會由以東方牧首為首，延續了東敘利亞傳統的禮儀與神學觀，並支持聶斯脫里的基督二性論。由於431年的以弗所公會議譴責了聶斯脫里主義，因此聶斯脫里及其支持者離開了羅馬帝國，並且得到波斯的收容。最後，東方教會成為了波斯薩珊王朝最大的基督教宗派，在498年於尼西比斯建立了東方牧首座，並建立了學術中心。後來，東方教會以波斯為中心，迅速地朝東亞發展，成為了9至14世紀期間擴散地域最廣的基督教宗派。除了在波斯統治的美索不達米亞地區，安那托利亞、庫德斯坦、突厥斯坦以及印度都有其蹤影，最後甚至傳入唐元時代的中國，被稱作景教。
早於1830年，東方教會就已經有了兩個獨立的教會：東方亞述教會和加色丁禮天主教會（與羅馬的教宗共融的一個東儀天主教會），東方古代教會後來在1968年自東方亞述教會中分裂出來。加色丁禮天主教會約有628,405位信徒（2017年），東方亞述教會約有323,300位信徒，東方古代教會約有10,000位信徒。

## 背景

### 神學爭論
引起东方亚述教会的分裂與君士坦丁堡牧首聶斯脫里有關，他就基督論的「神人兩性結合」的神學問題提出「基督二性論」（英語：conjunction，希臘語：sunapheia），指耶穌基督為「二位二性的結合」（即具人神之性﹚，並認為聖母瑪利亞只是生育基督肉體，而非授予基督神性，因此反對將她的地位進一步提升，因而產生對「天主之母」、「生神女」稱謂的質疑。
东方亚述教会的神學奠基者是安提阿學派的塔爾索的狄奧多和摩普綏提亞的狄奧多，規範的基督論由大巴拜（Babai the Great）（551年–628年）撰寫。自從1976年Dinkha四世宗主教在就職時明確反對聶斯脫里主義以來，東方亞述教會內逐漸出現認為他們的基督論不同於聶斯脫里的二位論的觀點。這種觀點認為，大巴拜最重要的基督論著作，著名的《結合之書》（Book of the Union）教導，神性和人性兩種本質（qnome）並非混合，而是永久地聯合在同一個位格（parsopa），即，基督的人格中，类似于東方正統教會的基督合一性论。其他堅持聶斯脫里主義的信徒則認為，聶斯脫里主義本來就不是異端，沒有分裂也沒有混合神性和人性，以弗所公會議判定聶斯脫里主義是異端是因為他們沒能理解聶斯托里用語的真實含義，以為聶斯脫里分裂了基督的神性和人性。
理解這些爭議中不同語言的用語一直以來都是十分困難的。主要的詞彙包括本質、本源（存在）（羅馬化：ousia），性質、類型（羅馬化：physis），位格、本質（羅馬化：hypostasis）和角色、性格、性質（羅馬化：prosopon）。physis、ousia和hypostasis基本都是本質的意思，hypostasis和prosopon都有位格的意思，prosopon和physis都有特質、性質的意思，ousia和physis又都有本源的意思。這種困難在翻譯時更是嚴重，例如在敘利亞語中，本質被翻譯為，kyānâ，位格被翻譯為，qnômâ，但是在東方教會中，qnômâ的意思卻是本質，更不要說中文對於這四個詞的翻譯，性質、特質、本質、本源，完全是同義詞了。

### 分裂與往東發展

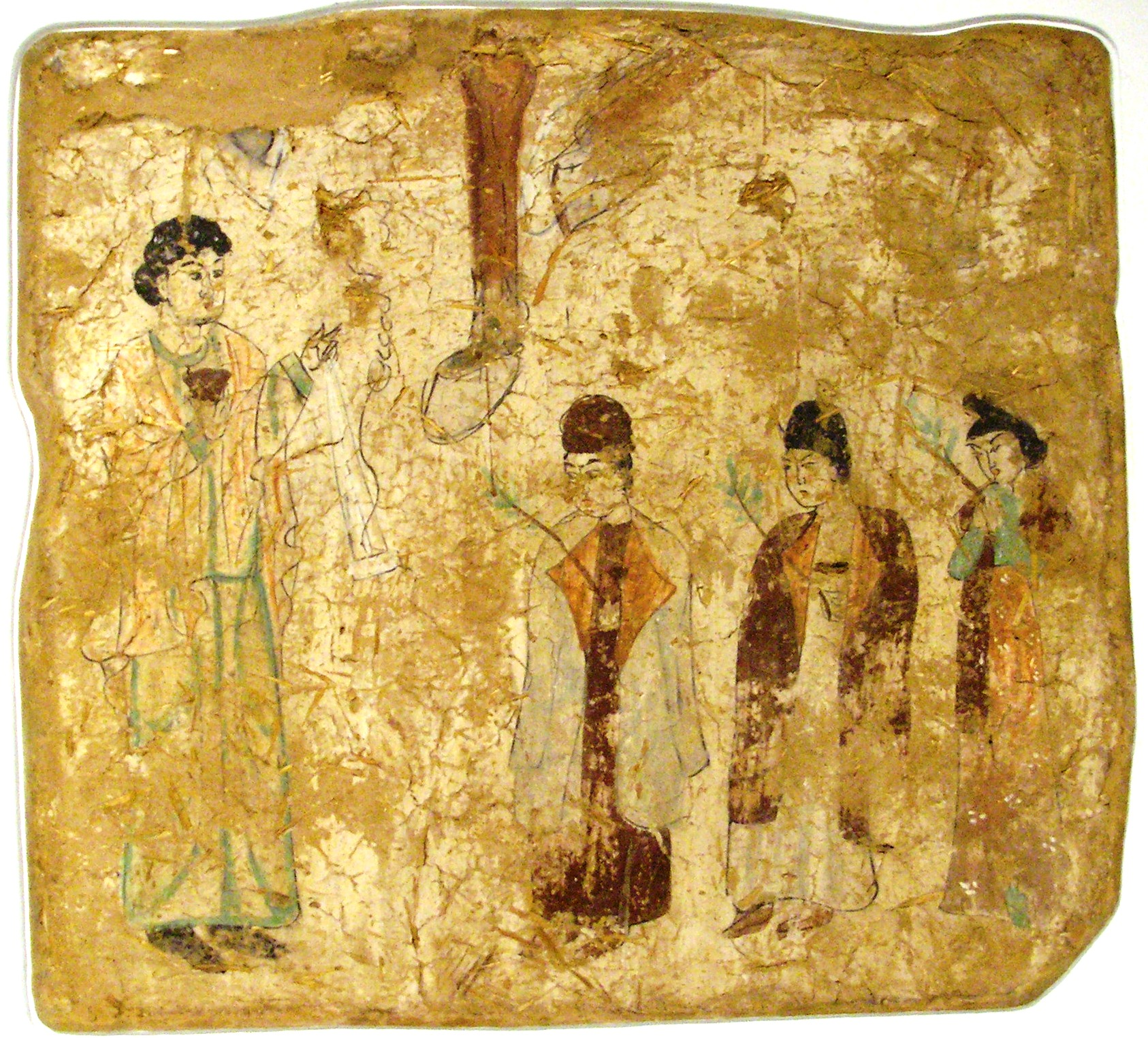
聶斯脫里派神職人員正在列隊前進，來自新疆高昌景教寺院壁畫。

428年，聶斯脫里出任君士坦丁堡牧首，引起亞歷山大城主教奚利爾猛烈抨擊。431年，以弗所公會議召開後，多個派別的衝突雖被調解，但聶氏被裁定為異端，被罷免主教一職，還處以破門律。四年後，聶氏更被東羅馬帝國皇帝逐出國境，最終客死埃及。
然而追隨者並不因此而輕易放棄，遂往美索不達米亞、波斯、印度以及遠東等地區宣教。此後，聶斯脫里派得到波斯薩珊王朝的重用，盛極一時。498年，聶斯脫里派正式脫離正統教會，更名為「迦爾底教會」，又稱「亞述教會」，以中亞地區為中心，開始傳道。
632年，信奉伊斯蘭教的阿拉伯帝國（大食）吞併波斯。在762年前後，聶斯脫里派主教得阿拉伯哈里發信任和保護，遂將聶派根據地從波斯移到巴格達（今伊拉克首都），盛極一時。至六世紀末時，聶派流行於康居及突厥等地。

### 解除對立
宗教改革推動者馬丁·路德，在他撰寫的《宗教會議及教會論》（Von den Konzilli und Kirchen）中，十分明確地主張聶斯脫里不是異端。
被天主教會視為「異端」的狀況持續到十九世紀末，聶氏本人的著作《荷勒克拉斯的市集》（The Bazaar of Heracleides）被一名敘利亞教士發現後，它的學說再次重新被神學家廣為探討。1994年東方亞述教會和天主教會簽署《在天主教會與東方亞述教會之間的共同基督論聲明》，達成解除兩派彼此之間的嫌隙。

## 教會組織
按照東方敍利亞的傳統，東方教會的教會組織分成多個階層。教會之首為宗主教，即塞琉西亞-泰西封的都主教；自阿拔斯王朝開始（公元八世紀中葉以降），宗主教的駐錫地遷至巴格達。宗主教的其他稱號還有「神父之神父」、「最高牧師」和「當代彼得」；自公元544年後，開始自稱為「大公長宗主教」。卡多利柯斯宗主教有權召集和主持宗教會議，任命主教，包括任命偏遠的域外主教，以及劃定主教管轄區。
效法天使分九品三等，教會的教階也分三等：
1. 高級教士三品（卡多利柯斯宗主教、都主教、主教）
2. 教士三品（助主教、執事長、祭司）
3. 助理人員三品（執事、副執事、襄禮員）